# Peter Brian Medawar
Peter Brian Medawar (Petrópolis, 28 de fevereiro de 1915 — Londres, 2 de outubro de 1987) foi um biólogo e escritor britânico. nascido no Brasil, cujos trabalhos sobre a rejeição de enxertos e a descoberta da tolerância imunológica adquirida foram fundamentais para a prática médica de transplantes de tecidos e órgãos. Por seus trabalhos científicos é considerado o "pai do transplante". Ele é lembrado por sua inteligência tanto pessoalmente quanto em escritos populares. Zoólogos famosos como Richard Dawkins referiu-se a ele como "o mais espirituoso de todos os escritores científicos" e Stephen Jay Gould como "o homem mais inteligente que já conheci".
Medawar era o filho mais novo de pai libanês e mãe britânica, e era cidadão brasileiro e britânico de nascimento. Estudou no Marlborough College e no Magdalen College, Oxford e foi professor de zoologia na Universidade de Birmingham e da Universidade College London. Até ficar parcialmente incapacitado por um infarto cerebral, ele foi Diretor do Instituto Nacional de Pesquisa Médica em Mill Hill. Com sua aluna de doutorado Leslie Brent e seu colega de pós-doutorado Rupert E. Billingham, ele demonstrou o princípio da tolerância imunológica adquirida (o fenômeno da falta de resposta do sistema imunológico a certas moléculas), previsto teoricamente por Sir Frank Macfarlane Burnet. Isso se tornou a base do transplante de tecidos e órgãos. Ele e Burnet dividiram o Prêmio Nobel de Fisiologia ou Medicina de 1960 "pela descoberta da tolerância imunológica adquirida".
Foi agraciado com o Nobel de Fisiologia ou Medicina de 1960, por pesquisar o sistema imunológico dos animais. É o único britânico-brasileiro laureado com um Prêmio Nobel.

## Primeiros anos
Medawar nasceu na cidade brasileira de Petrópolis, na região serrana do estado do Rio de Janeiro. Sua mãe era a cidadã britânica Edith Muriel Dowling e seu pai era o brasileiro de origem libanesa (cristão maronita), Nicholas Medawar, que era um empresário. Tinha um irmão, Philip, e uma irmã, Pamela. Pamela casou-se mais tarde com Sir David Hunt, que serviu como secretário particular dos primeiros-ministros Clement Attlee e Winston Churchill. Seu pai, um cristão maronita, naturalizou-se britânico e trabalhou para uma fabricante britânica de materiais odontológicos que o enviou ao Brasil como agente. Mais tarde, descreveu a profissão de seu pai como a venda de "dentaduras postiças na América do Sul". Seu status de cidadão britânico foi adquirido no nascimento, como ele disse: "Meu nascimento foi registrado no Consulado Britânico em bom tempo para adquirir o status de 'súdito britânico nato'".
A cidadania britânica de Medawar foi atribuída no nascimento: "Meu nascimento foi registrado na Embaixada do Reino Unido no prazo requerido para que me tornasse cidadão britânico nato. Medawar e sua família deixaram o Brasil quando ele tinha quinze anos e se estabeleceram na Inglaterra, onde o jovem estudou no Marlborough College e depois no Magdalen College da Universidade de Oxford.
Medawar trocou o Brasil com a família pela Inglaterra "no final da guerra", onde viveu o resto da vida. Ele também era brasileiro de nascimento, conforme determina a lei da nacionalidade brasileira (jus soli). Aos 18 anos, quando tinha idade para ser alistado no Exército Brasileiro, pediu dispensa do serviço militar a Joaquim Pedro Salgado Filho, seu padrinho e então Ministro da Aeronáutica. Seu pedido foi negado pelo general Eurico Gaspar Dutra e ele teve que renunciar à cidadania (derivada) brasileira. No entanto, essa narrativa não é plenamente confirmada, uma vez que não há registro claro na legislação da época que obrigasse a perda da cidadania nessas circunstâncias. Relatos de familiares sugerem que Medawar pode ter renunciado voluntariamente à cidadania brasileira.

### Universidade
Em 1928, Medawar foi para o Marlborough College em Marlborough, Wiltshire. Ele odiava a faculdade porque "eles eram críticos e queixosos ao mesmo tempo, imaginando que tipo de pessoa era um libanês - algo estrangeiro, você pode ter certeza". E também por sua preferência por esportes, nos quais era fraco. Uma experiência de intimidação e racismo o fez sentir o resto de sua vida "ressentido e enojado com as maneiras e costumes da instituição essencialmente tribal [de Marlborough]", e comparou-o às escolas de treinamento para as SS nazistas como todas "fundadas sobre os pilares gêmeos do sexo e do sadismo". Seus momentos de maior orgulho na faculdade foram com seu professor Ashley Gordon Lowndes, a quem credita o início de sua carreira na biologia. Ele o descreveu como pouco alfabetizado, mas "um professor de biologia muito, muito bom". Lowndes ensinou biólogos eminentes, incluindo John Z. Young e Richard Julius Pumphrey. No entanto, Medawar era inerentemente fraco em dissecação e estava constantemente irritado com seu ditado: "Tolo é o menino cujo desenho de sua dissecação difere de alguma forma do diagrama no livro didático".
Em 1932, ele foi para o Magdalen College, Oxford, graduando-se com honras de primeira classe em zoologia em 1935. Medawar foi nomeado estudioso de Christopher Welch e recebeu uma bolsa de estudos sênior de Magdalen em 1935. Ele também trabalhou na "Sir William Dunn" Escola de Patologia supervisionada por Howard Florey (mais tarde ganhador do Prêmio Nobel e que o inspirou a estudar imunologia) e concluiu sua tese de doutorado em 1941. Em 1938, tornou-se Fellow of Magdalen por meio de um exame, cargo que ocupou até 1944. Foi lá que começou a trabalhar com J.Z. Young na regeneração de nervos. Sua invenção de uma cola de nervo provou ser útil em operações cirúrgicas de nervos cortados durante a Segunda Guerra Mundial.
A Universidade de Oxford aprovou sua tese de Doutor em Filosofia intitulada "Fatores promotores e inibidores do crescimento no desenvolvimento normal e anormal " em 1941, mas devido ao alto custo pelo qual o grau é conferido, Medawar teve que usar o dinheiro numa apendicectomia urgente. Mais tarde, a Universidade de Oxford concedeu-lhe o título de Doutor em Ciências em 1947.

### Carreira
Estudou biologia e zoologia no Magdalen College. Trabalhou como assistente de Howard Florey, e foi ganhador do Prêmio Nobel de Fisiologia ou Medicina de 1960 por seus estudos sobre a penicilina. Em 1947 já era professor titular da cadeira de zoologia na Birmingham University, dois anos depois foi eleito membro da Royal Society.
Em 1960, juntamente com Frank Burnet, recebeu o Nobel de Fisiologia ou Medicina, por estabelecer as bases da tolerância imunológica (criação do soro antilinfocitário), estudo que ajudou muito no combate aos efeitos de rejeição em transplantes de órgãos. Em 1962 foi nomeado chefe do maior laboratório de investigação médica do Reino Unido, o National Institute for Medical Research.
Em 1965 foi agraciado com o título de sir, pela Rainha Elizabeth II. Um dos edifícios da universidade leva seu nome.
Em 1969 teve uma série de problemas de saúde, como um AVC e uma trombose.
As notícias da época relatam que Peter perdeu sua cidadania brasileira por não ter cumprido o serviço militar obrigatório, tendo, então, que optar pela cidadania inglesa para continuar seus estudos na Inglaterra. Seu pai, dono da Ótica Inglesa, no Rio de Janeiro, teria apelado até ao ministro da Aeronáutica, Salgado Filho, por volta de 1941-45, sem sucesso. Porém, essa história não tem evidência direta, o que dificulta afirmar que ele realmente perdeu a cidadania brasileira, não fazer o serviço militar obrigatório não era suficiente pra perder a cidadania brasileira, ainda que houvesse a possibilidade segundo algumas interpretações dos juristas.
Atualmente busca-se resgatar sua memória. A cidade de Petrópolis, onde nasceu e viveu até os 15 anos na rua João Caetano, no bairro do Caxambu criou um memorial e um pequeno museu em sua homenagem.

### Morte
Peter morreu em 2 de outubro de 1987. Era casado desde 1937 com Jean Shinglewood Taylor, filha de um médico de Cambridge, e sua colega de escola. Tiveram quatros filhos, Charles, Alexander, Caroline e Louise.

## Publicações
Medawar foi reconhecido como um autor brilhante. Richard Dawkin o chamou de "o mais espirituoso de todos os escritores científicos", e o obituário da revista New Scientist o chamou de "talvez o melhor escritor de ciência de sua geração".
Um de seus ensaios mais conhecidos é a crítica de 1961 a The Phenomenon of Man, de Pierre Teilhard de Chardin, do qual ele disse: "Seu autor só pode ser desculpado por desonestidade com o fundamento de que antes de enganar os outros ele se esforçou muito para enganar a si mesmo.
Seus livros incluem:
- The Uniqueness of the Individual, que inclui ensaios sobre imunologia, rejeição de enxertos e tolerância imunológica adquirida. Basic Books, Nova York, 1957
- The Future of Man: the BBC Reith Lectures 1959, Methuen, Londres, 1960
- The Art of the Soluble, Methuen & Co., London/ Barnes and Noble, Nova York, 1967
- Induction and Intuition in Scientific Thought, American Philosophical Society. Philadelphia/Methuen & Co., Londres, 1969
- The Life Science, Harper & Row, 1978
- Advice to a Young Scientist, Harper & Row, 1979
- Pluto's Republic, incorporando um livro anterior The Art of the Soluble, Oxford University Press, 1982
- Aristotle to Zoos (com sua esposa Jean Shinglewood Taylor), Harvard University Press, 1983
- The Limits of Science, Oxford University Press, 1988
- The Hope of Progress: A Scientist looks at Problems in Philosophy, Literature and Science, Anchor Press / Doubleday, Garden City, 1973
- Memoirs of a Thinking Radish: An Autobiography, Oxford University Press, 1986
- The Threat and the Glory: Reflections on Science and Scientists (ed.: David Pyke), um volume de ensaios coletado postumamente, Harper Collins, 1990

Além de seus livros sobre ciência e filosofia, ele escreveu um pequeno artigo sobre "Some Meistersinger Records" na edição de The Gramophone de novembro de 1930. O autor era um P.B. Medawar. A evidência de que este era realmente o futuro Sir Peter Medawar - então um estudante de 15 anos - foi discutida em "Gramophone" em 1995 ("'Gramophone', Die Meistersinger and immunology", por John E. Havard, dezembro de 1995).